# Hamlyn Heights
Hamlyn Heights är en del av en befolkad plats i Australien. Den ligger i kommunen Greater Geelong och delstaten Victoria, omkring 65 kilometer sydväst om delstatshuvudstaden Melbourne.
Trakten är tätbefolkad. Närmaste större samhälle är Geelong, nära Hamlyn Heights.
Runt Hamlyn Heights är det i huvudsak tätbebyggt. Genomsnittlig årsnederbörd är 744 millimeter. Den regnigaste månaden är juni, med i genomsnitt 113 mm nederbörd, och den torraste är januari, med 31 mm nederbörd.